# Lake Helen
Lake Helen è una città degli Stati Uniti d'America, situata in Florida, nella Contea di Volusia.